# Hannsludwig Geiger
Hannsludwig Geiger (* 27. August 1902 in Stettin; † 8. Dezember 1980 in Seeheim a. d. Bergstraße) war ein deutscher Journalist und Schriftsteller.

## Leben
Geiger studierte an der Universität Greifswald und war seitdem Mitglied der schlagenden Turnerschaft Markomannia Greifswald im VC (heute: Alte Greifswalder Turnerschaft Markomanno-Teutonia im CC). Nach der Promotion zum Dr. phil. war Geiger Redaktionsmitglied der Greifswalder Zeitung und des deutschkonservativen Reichsboten, der 1936 verboten wurde. Im selben Jahr ging er als Pressereferent des Lutherrats nach Berlin. Dort arbeitete er bis Kriegsende auch in der Kulturredaktion der Deutschen Allgemeinen Zeitung. 1946 gründete er die Münchener Zweigstelle des Erich Schmidt Verlags. Von 1953 bis 1967 gab er den Evangelischen Literaturbeobachter heraus, 1954 bis 1957 gehörte er zur literarischen Leitung der Deutschen Buch-Gemeinschaft in Darmstadt. Er war Vorstandsmitglied des Bayerischen Presseverbands und Vorsitzender des Evangelischen Presseverbands Hessen und Nassau.
Literarisch wirkte Geiger vor allem als Herausgeber und Kommentator populärer Ausgaben der Werke von Matthias Claudius, Theodor Fontane, Johann Christian Günther, Friedrich Hebbel, Adalbert Stifter, E. T. A. Hoffmann und Eduard Mörike.